# Иокогамский международный женский марафон
Иокогамский международный женский марафон (яп. 横浜国際女子マラソン Ёкохама кокусай дзёси марасон) — ежегодный марафон в японском городе Иокогама, проводимый при поддержке Японской ассоциации легкоатлетических федераций, телекомпании TV Asahi и газеты Асахи симбун. Наряду с Нагойским и Осакским международным женским марафоном является одним из крупнейших японских женских марафонов, проводимых с целью отбора участниц на Олимпийские игры.

## История
Иокогамский марафон заменил Токийский международный женский марафон, проводившийся с 1979 до 2008 года. После того, как в 2007 году в Токио стал проводиться Токийский марафон, включавший соревнования как женщин, так и мужчин, спонсоры в 2009 году решили перенести исключительно женский марафон в Иокогаму.
Иокогамский марафон впервые состоялся 15 ноября 2009 года, и с тех пор ежегодно проводится в ноябре. В 2010 году, однако, соревнования были перенесены на февраль 2011 года, так как в ноябре в Иокогаме проводился форум стран АТЭС.

## Победители
Рекорд трассы
|   | Год            | Победители       | Страна | Время(ч:м:с) |
| - | -------------- | ---------------- | ------ | ------------ |
| 1 | 2009           | Киёко Симахара   | Япония | 2:28:51      |
| 2 | 2011 (февраль) | Ёсими Одзаки     | Япония | 2:23:56      |
| 3 | 2011 (ноябрь)  | Рёко Кидзаки     | Япония | 2:26:32      |
| 4 | 2012           | Лидия Черомеи    | Кения  | 2:23:07      |
| 5 | 2013           | Альбина Майорова | Россия | 2:25:55      |
| 6 | 2014           | Томоми Танака    | Япония | 2:26:57      |

## Маршрут
Парк Ямасита->Промышленный торговый центр->Иокогамская таможня->Управление префектуры Канагава->Китайский квартал->Парк Ямасита->Промышленный торговый центр->Минато Мирай 21->Ж/д станция Иокогама->Ж/д станция Сакурагитё->Стадион «Иокогама»->Парк Яманотэ->Парк Ямасита->Промышленный торговый центр->Минато Мирай 21->Ж/д станция Иокогама->Ж/д станция Сакурагитё->Стадион «Иокогама»->Парк Яманотэ->Промышленный торговый центр->Парк Ямасита (Финиш)